# Алгонквини (народ)
Алгонквини (или Омамивинини, Анисинапе) су народ који припада алгонквинској породици народа, којој су и дали своје име. Говоре алгонквинским језиком (који је у ствари удаљени дијалекат оџибвејског језика) који припада централној подгрупи алгонквинских језика. Културолошки и језички блиско су повезани са Отавама и Оџибвама (Алгонквини, Отаве и Оџибве говоре различитим дијалектима истог језика). Алгонквини заједно са Отавама, Оџибвама, Потаватомијима, Ниписинзима и Мисисогама чине Анишинабе групу алгонквинских народа. 
Након контакта са Европљанима, Алгонквини (или Омамивинини, Анисинапе) су почели да тргују крзном са Французима и Холанђанима. Због чега су заратили са моћним Ирокезима, чија се конфедерација налазила на западу данашње државе Њујорк. Алгонквини (или Омамивинини, Анисинапе) су 1570. створили савез са Монтањима (или Инуима), који су живели источно од њих и насељавали су простор који је допирао до Атлантског океана. Због сукоба са Ирокезима и због епидемија болести које су донели Европљани, а на које нису имали имунитет, имали су велике губитке у становништву. Преживели су касније смештени на резервате.
Данас већи део народа, тачније 9 банди живи у Квебеку, док једна банда живи у Онтарију. Народ Алгонквин (или Омамивинини, Анисинапе) има око 11.000 припадника. 

## Порекло
Према усменом предању народа Алгонквина (или Омамивинини, Анисинапе), њихови преци су дошли са Атлантске обале. Заједно са осталим Анишинабама, дошли су до „првог места за заустављање” у близини Монтреала. Док су остале Анишинабе наставиле пут узводно реком Сен Лорен, народ Алгонквини (или Омамивинини, Анисинапе) се населио око реке Отаве. Реке која је дуго била важан пут, којим се одвијала трговина, културна размена и саобраћај. Додуше народ је посебан идентитет створио тек након поделе Анишинабеа на „трећем месту за заустављање”. Проучавањем усмених предања, археологије и лингвистике, научници су проценили да се то (треће заустављање) одиграло пре 2.000 година у ближини данашњег Детроита.

## Алгонквинска племена у 17. веку
У време контакта са Французима почетком 17. века, Алгонквини (народ) су се састојали од 10 племена:
- Онончаронон
- Кичизипирини
- Кинучпирини
- Матувескарини
- Нибачис
- Котакутуеми
- Кинонгебин
- Сагиганирини
- Сагачиганиринивек
- Вескарини

## Вера
Традиционално, Алгонквини су били следбеници веровања Мидевивин (прави пут). Веровали су да су били окружени разним духовима, које су називали Маниток. Француски мисионари су превели велики део народа на католицизам у 17. и 18. веку. Данас део Алгонквина следи некакву мешавину Хришћанства и Мидевивина.

## Историја

### Контакт са Французима
Алгонквини (или Омамивинини, Анисинапе) су први контакт са Европљанима имали када се Самјуел де Шамплен сусрео са групом Кичизипиринија коју је предводио поглавица Тесуат у француској трговинској постаји Тадусак, на истоку данашњег Квебека, лета 1603. у тренутку када су Алгонквини са својим савезницима Монтањима (Инуима) и Малиситима славили недавну победу у бици над Ирокезима. Французи и Алгонквини су успоставили савез захваљујући ком су Алгонквини (или Омамивинини, Анисинапе) дошли до ватреног оружја. Алгонквини су Французима продавали крзно у замену за ватрено оружје и друге европске производе. 
Да би унапредио трговину крзном Самјуел де Шамплен је 3.7.1608. обновио град Квебек, на месту на коме га је први основао француски истраживач Жак Картје 1541. Жак Картје је прво изградио тврђаву 1535. на месту напуштеног насеља Сен Лоренских Ирокеза, Стадакона, коју је напустио 1536. због повратка у Француску, а након што се 1541. вратио, основао је град Квебек, који је напуштен 1542. због тешких услова живота и непријатељски расположених домородаца.

### Рат са Ирокезима
Ирокешка конфедерација је успела да потисне Алгонквине са дела њихове земље. Они су у савезу са Енглезима поразили Алгонквине и Французе. Ирокези су захваљујући трговини са Холанђанима и Енглезима дошли до ватреног оружја, након чега су постали једна од најмоћнијих сила у региону великих језера. 
Све до 1642. Ирокези никад нису напали алгонквинску тврђаву Кичизипириник. Међутим, 1642. у току зиме изненада су је напали у тренутку док је већина алгонквинских ратника била одсутна, у нападу Ирокези су Алгонквинима нанели велике губитке. Велика група мохочких ратника (Ирокеза) је 6. Марта 1647. напала Кичизипириније који су живели у близини града Троа Ривјер и скоро их је потпуно истребила. Међутим, Кичизипирини су до 1650. опстали на острву Морисон и још увек су били значајна сила у региону са својих 400 ратника. 
Неки од Алгонквина су се населили у мисији Силери, где је већина умрла од епидемија заразних болести 1676. Остали су остали у близини града Троа Ривјер све до 1830. Те године, већина, њих 50-ак, се преселила у мохочко насеље Канесатејк у близини градића Ока на северној обали реке Отаве.
У Монтреалу је 1677. основана мисија у коју се населио део покрштених Алгонквина и Ирокеза. Насеље у коме су већину чинили покрштени Ирокези (из племена Мохок) касније је названо Канавејк. 
Многи Алгонквини су остали на својој земљи и наставили су да се баве трговином крзном. Они од њих који су пристали да буду смештени на резервате били су федерално признати. Остали који то нису прихватили, касније су називани луталицама и живели су у окрузима Отава и Понтијак.